# Robert Mróz
Robert Marek Mróz (ur. 29 maja 1963 w Różanie) – polski muzyk, kompozytor, z wykształcenia lekarz. 

## Życiorys
Ukończył studia na Uniwersytecie Medycznym w Białymstoku, zajmuje się pulmonologią i biologią molekularną, uzyskał tytuł profesora doktora habilitowanego nauk medycznych, jest kierownikiem II kliniki chorób płuc i gruźlicy Uniwersytetu Medycznego w Białymstoku. W 2015 uzyskał tytuł profesora nauk medycznych.
W latach 70. i 80. XX wieku brał udział w wielu projektach muzycznych i współpracował z grupą teatralną Arka. W 2013 roku zajął się tworzeniem własnych kompozycji oraz tekstów. Na przełomie kilku lat, prężnie rozwijając swoją karierę w branży fonograficznej, postanowił wydać debiutancką płytę Droga ku zachodowi. Udoskonalał swoje brzmienie oraz artystyczny przekaz we współpracy z Janem Kondrakiem oraz Orkiestrą Filharmonii Kaliskiej.

## Twórczość
Robert Mróz na początku swojej kariery artystycznej komponował muzykę dla teatru Arka, kierowanego przez Pawła Opęchowskiego. W repertuarze teatru znalazły się następujące kompozycje muzyka:
- Czas nas porywa niesie nami miota według Tadeusza Nowaka
- Dom według Mirona Białoszewskiego, Romana Śliwonika i ks. Jana Twardowskiego.

Zdobył nagrody na Festiwalu Piosenki Studenckiej w Krakowie, debiutach na Krajowym Festiwalu Piosenki Polskiej w Opolu, dostał zaproszenie do musicalu Metro, lecz zrezygnował ze względu na karierę medyczną.
Wrzesień 2015 roku był dla Roberta Mroza czasem powrotu na scenę i premiery ogólnopolskiej projektu o tytule Wszystko o Miłości, prezentowanego w sali koncertowej Filharmonii Kaliskiej. Produkcją muzyczną projektu zajął się aranżer Marcin Partyka, pracujący pod kierunkiem dyrygenta Adama Klocka. Koordynacją całości przedsięwzięcia zajął się manager kultury, Bogusław Bojczuk - dyrektor nowożytnego wydania Festiwalu Artystycznego Młodzieży Akademickiej w Świnoujściu oraz Festiwalu Filmowego „Dwa brzegi” w Kazimierzu Dolnym. Podczas koncertu odbyło się premierowe wykonanie piosenek o miłości, skomponowanych i wykonanych przez Roberta Mroza, napisanych przez Jana Kondraka, tekściarza i frontmana Lubelskiej Federacji Bardów.